# 娃娃屋

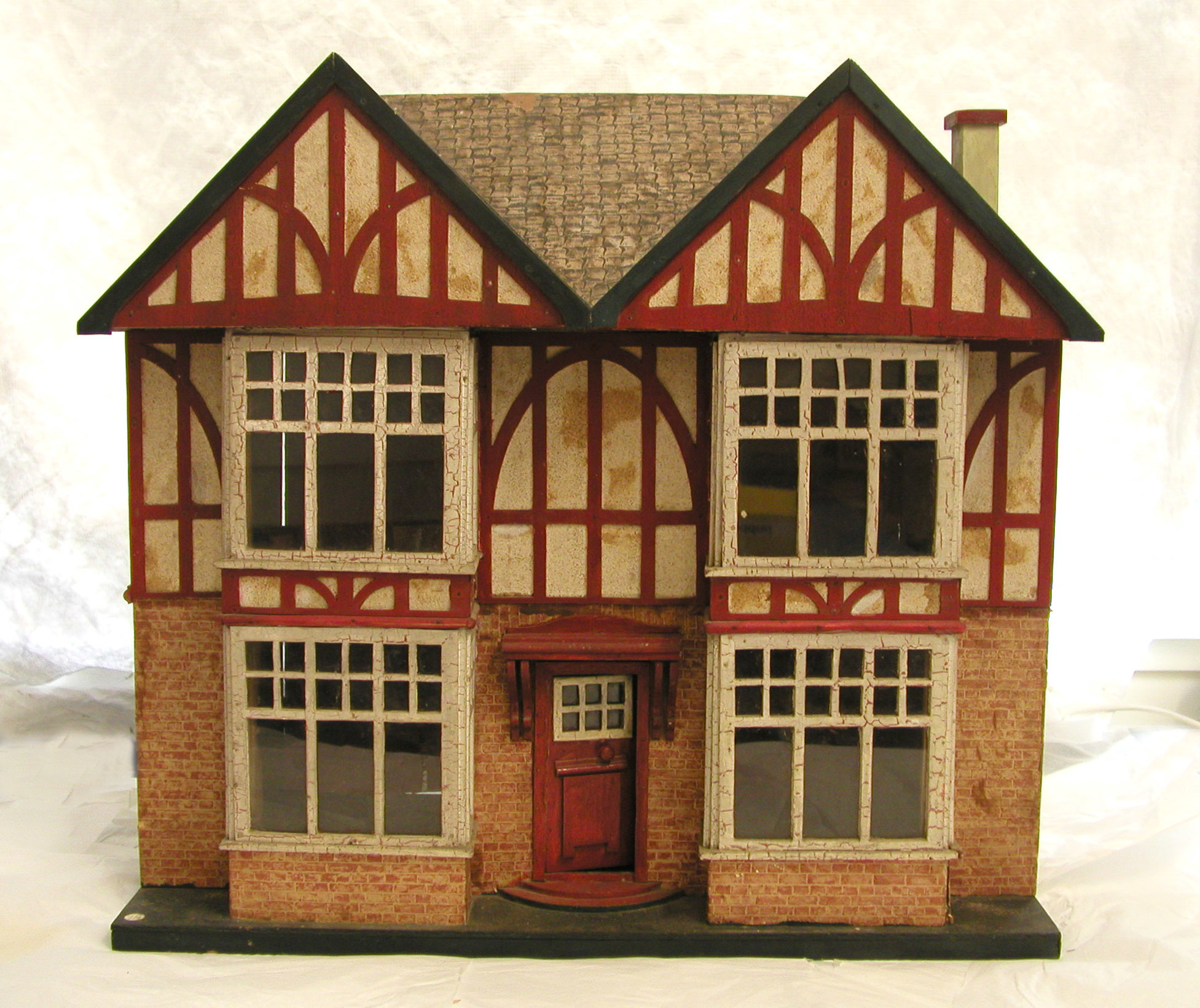
一款娃娃屋

娃娃屋是一种房屋形的微型玩具。 娃娃屋的历史可以追溯到17世紀的歐洲。起初娃娃屋都是手工制作的，但随着工业革命的興起，娃娃屋逐渐實現了大规模生产。娃娃屋內部還可以擺放微型的家居用品以及人和动物。